# 南原照也
南原 照也（みなみはら てるなり、1977年5月10日 - ）は、日本の元競輪選手。千葉県浦安市出身。日本競輪学校第93期卒業。現役当時は日本競輪選手会千葉支部所属。師匠は鈴木栄司。
30歳デビューのオールドルーキー。年齢制限撤廃の恩恵を受けた内の一人である。

## 成績
東京都立葛西工業高等学校を卒業後、専門学校で経営学を学び卒業した後設計事務所の社長を経て、2006年8月に日本競輪学校93期入学試験に適性試験で合格し、2007年10月に卒業。
2008年1月9日に西武園競輪場でデビュー（8着）。新人選手通信簿にも「非常に高い身体能力を持っており将来は約束されている」と評されていたが、デビューしてから成績が振るわず悪戦苦闘の日々を送った。
4月12日、A級チャレンジ一般戦で初の2着となり連に絡む。
9月22日、前橋競輪場で開催されたＡ級チャレンジ一般戦（スポーツ報知杯）に於いて激しい競り合いの末、落車。意識不明のまま搬送され、頚椎の損傷で入院した。その後、復帰を目指すものの、怪我が完治することなく2009年7月16日に選手登録を削除し引退した。
現在は実業家となっている。

身長 175cm
体重 82kg
背筋力 298Kg
垂直跳 82cm
keirin Jp. より抜粋